# Насти, Патрик
Патрик Насти (итал. Patrick Nasti; род. 30 августа 1989, Триест) — итальянский легкоатлет, специалист по кроссу и стипльчезу. Выступал за сборную Италии по лёгкой атлетике в 2010-х годах, бронзовый призёр Универсиды в Казани, обладатель двух бронзовых медалей кроссовых чемпионатов Европы, победитель и призёр первенств национального значения.

## Биография
Патрик Насти родился 30 августа 1989 года в городе Триесте, автономная область Фриули — Венеция-Джулия.
Впервые заявил о себе на международном уровне в сезоне 2011 года, когда вошёл в состав итальянской национальной сборной и выступил на чемпионате мира по кроссу в Пунта-Умбрии, где в забеге на 12 км занял итоговое 95-е место. Также в беге на 3000 метров с препятствиями стал пятым на молодёжном европейском первенстве в Остраве и шестым на летней Универсиаде в Шэньчжэне. На кроссовом чемпионате Европы в Веленье занял 11-е место в молодёжном зачёте.
В 2012 году показал 13-й результат в беге на 3000 метров с препятствиями на чемпионате Европы в Хельсинки, выиграл бронзовую медаль в командном зачёте на чемпионате Европы по кроссу в Будапеште.
В 2013 году в беге на 3000 метров с препятствиями был шестым на Средиземноморских играх в Мерсине, завоевал бронзовую медаль на Универсиаде в Казани, отметился выступлением на чемпионате мира в Москве.
В 2014 году в беге на 3000 метров с препятствиями одержал победу на чемпионате Италии в Роверето, стартовал на чемпионате Европы в Цюрихе, в то время как на соревнованиях в испанской Уэльве установил свой личный рекорд в данной дисциплине — 8:28,12. Кроме того, добавил в послужной список бронзовую награду, полученную в командном зачёте на кроссовом чемпионате Европы в Самокове.
В 2015 году финишировал шестым в стипльчезе на Универсиаде в Кванджу.
Завершил спортивную карьеру по окончании сезона 2017 года.